# ディケーター (ミサイル駆逐艦)
|          | |
| 艦歴     | |
| 発注     | 1993年1月19日                                                                                              |
| 起工     | 1996年1月11日                                                                                              |
| 進水     | 1996年11月8日                                                                                              |
| 就役     | 1998年8月29日                                                                                              |
| 退役     | |
| その後   | |
| 要目     | |
| 排水量   | 満載: 8,776 トン                                                                                           |
| 全長     | 153.9 m (505 ft)                                                                                           |
| 全幅     | 20.1 m (66 ft)                                                                                             |
| 吃水     | 9.4 m (31 ft)                                                                                              |
| 機関     | COGAG方式                                                                                                  |
| 機関     | LM 2500-30ガスタービンエンジン (27,000shp) ×4基                                                            |
| 機関     | 可変ピッチプロペラ（5翔）×2軸                                                                              |
| 最大速   | 31ノット                                                                                                   |
| 航続距離 | 4,400 海里（20ノット時）                                                                                   |
| 乗員     | 士官、兵員 337名                                                                                           |
| 兵装     | Mk.45 mod.2 5インチ単装砲 ×1基                                                                             |
| 兵装     | Mk.38 25mm単装機関砲 ×2基                                                                                  |
| 兵装     | Mk.15 20mmCIWS×1基                                                                                         |
| 兵装     | SeaRAM×1基                                                                                                 |
| 兵装     | M2 12.7mm機銃 ×4挺                                                                                         |
| 兵装     | Mk.41 mod.2 VLS ×90セル - SM-2MR/ER SAM - SM-3 ABM - ESSM 短SAM - VLA SUM - トマホーク SLCM などを発射可能 |
| 兵装     | ハープーンSSM 4連装発射筒×2基                                                                              |
| 兵装     | Mk.32 3連装短魚雷発射管×2基                                                                                |
| 艦載機   | ヘリコプター甲板のみ, 格納庫なし                                                                           |
| C4ISTAR  | NTDS mod.5 (リンク 11/16)                                                                                  |
| C4ISTAR  | AWS B/L 5 (Mk.99 GMFCS×3基)                                                                                |
| C4ISTAR  | AN/SQQ-89                                                                                                  |
| センサ   | AN/SPY-1D 多機能レーダー×4面                                                                               |
| センサ   | AN/SPS-67 対水上レーダー×1基                                                                               |
| センサ   | AN/SQS-53C艦首装備ソナー                                                                                   |
| センサ   | AN/SQR-19 曳航ソナー                                                                                       |
| 電子戦   | AN/SLQ-32(V)3 ESM/ECM装置                                                                                  |
| 電子戦   | Mk.36 mod.12 デコイ発射装置                                                                                |
| モットー | In Pursuit of Peace                                                                                        |

ディケーター (英語: USS Decatur, DDG-73) は、アメリカ海軍のミサイル駆逐艦。アーレイ・バーク級ミサイル駆逐艦の23番艦。艦名はスティーヴン・ディケーター代将に因む。その名を持つ艦としては5隻目。ミサイル防衛の対応艦であり、弾道ミサイルの迎撃能力を向上させたイージスBMD3.6を搭載している。

## 艦歴

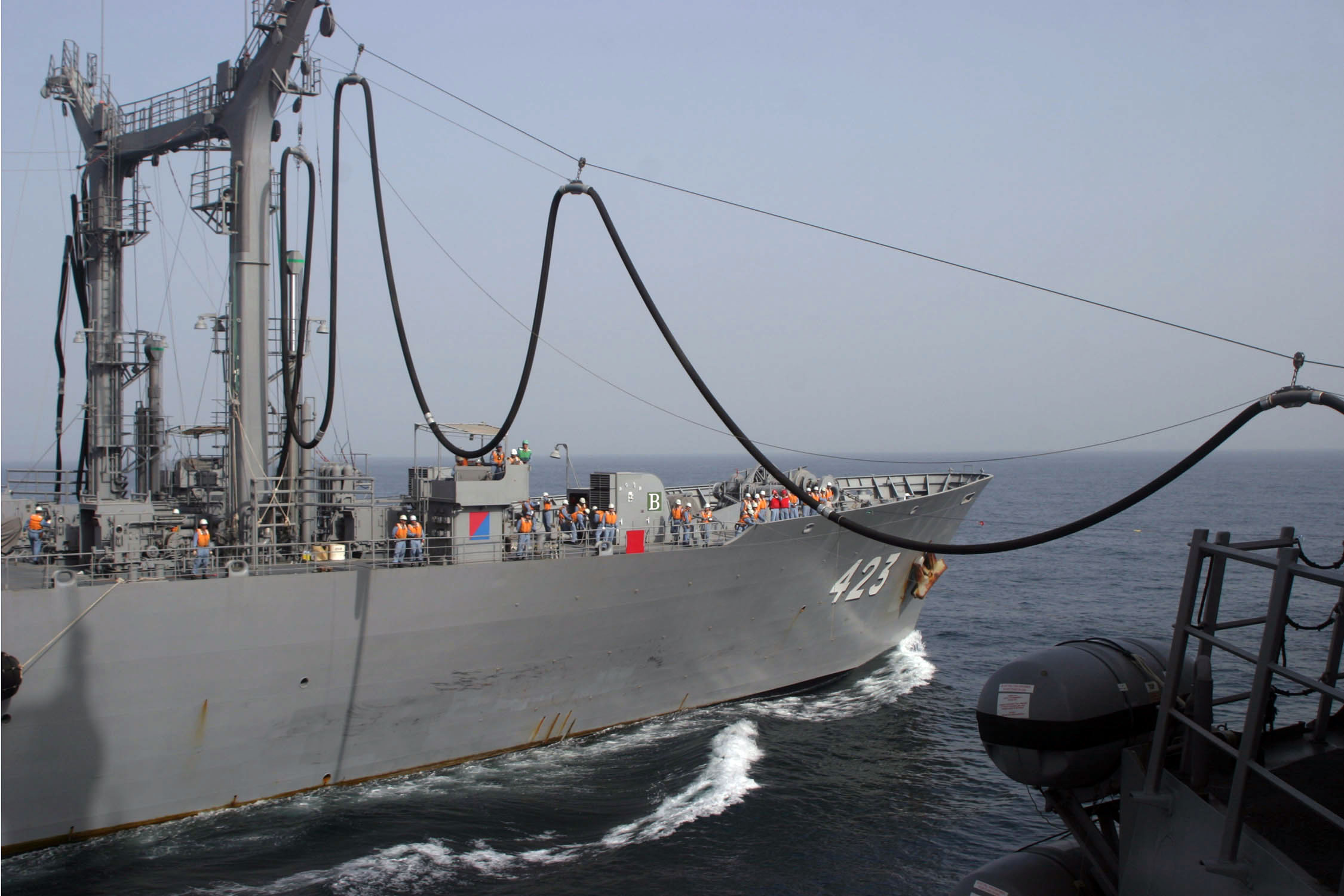
アメリカ海軍のミサイル駆逐艦「ディケーター」へ燃料補給を行う補給艦「ときわ」

ディケーターは1996年1月11日にメイン州バスのバス鉄工所で起工する。1996年11月9日にジョウン・E・シャリカシュヴィリ夫人（ジョン・シャリカシュヴィリ統合参謀本部議長の妻）によって命名、進水し、1998年6月19日にマイク・ノールマン艦長の指揮下就役した。
整調航海および西海岸への移動の間にディケーターはプエルトリコのサンファン、メキシコのプエルト・バジャルタを訪れ、1998年6月19日にメイン州バスで就役する。記念式典はオレゴン州ポートランドのトム・マッコール・ウォーターフロントパークで8月29日に行われた。母港のサンディエゴには9月4日に到着した。同年の残りは音響試験及び戦闘システムの評価で過ごす。その後三ヶ月間を整調試験後の有効性確認に費やした。
1999年4月に北西部への短い航海を行い、ワシントン州のディケーター島、ブリティッシュコロンビア州バンクーバーを訪れ、5月初めにサンディエゴに帰港する。8月に再びワシントン州を訪れた後、ディケーターは機関室で火災を起こした自動車運搬船、MVガーデニア・エースにダメージ・コントロールチームを派遣した。
ミサイル試験および最終公試の終了後、ディケーターは2000年1月7日に最初の西太平洋配備に就く。トマホーク・ミサイル搭載のため真珠湾に寄港した後、1月後半に韓国海軍との合同演習、シャーレム 2000 に参加するため黄海に向かう。30日に韓国の鎮海を訪れた後、続く二週間は横須賀、長崎に停泊した。その後台湾海峡を通過して南へ向かい、香港で三日間停泊、続いてフィリピン海軍と南シナ海での合同演習を行った。
3月前半にディケーターはマレーシアとグアムを訪れ、その後赤道を横切り4月にフィジーを訪れる。アメリカ領サモアへの訪問後にオーストラリアの多数の港を訪れ、母港のサンディエゴには6月8日に帰港した。
航海後の調整、修理の後ディケーターはサンディエゴ海域での活動を行う。2001年2月に西海岸沖で様々な戦闘グループと共にミサイル演習を行う。9月11日のアメリカ同時多発テロ事件後、ディケーターは南部カリフォルニア水域でオペレーション・ノーブル・イーグルに参加する。サンディエゴには9月23日に帰港し、7週間の修理調整後、11月12日にジョン・C・ステニス戦闘グループに合流する。
ディケーターは西に向かって出航し、香港とシンガポールで停泊した後12月11日にマラッカ海峡を通過した。インド洋へ向けて航海を続け、戦闘グループはオペレーション・エンデューリング・フリーダムにアフガニスタンで参加、2001年12月17日から2002年4月16日までの間ディケーターはペリリュー揚陸即応グループの護衛を行う。この間に艦のセキュリティ・チームは三隻の民間船に派遣された。またこの作戦期間中にディケーターはバーレーンのマナーマに三度の短期訪問を行った。5月2日に中東を離れ帰途に就く。途中タイのプーケット、インドネシアのバリ島、東ティモールのディリ、グアムのアプラ、真珠湾に寄港し、サンディエゴには2002年6月8日に到着した。同年の残りはサンディエゴ水域での調整、訓練に費やした。
ディケーターは2003年8月にペルシャ湾への二度目の配備に出航する。途中真珠湾とシンガポールに寄港した。11月にはセーシェルへの四日間の港訪問を行う。2003年12月15日にディケーターは40フィートのダウ船を拿捕し、アルカーイダの密輸活動に関連したおよそ2トンの麻薬を発見した。末端価格で800～1,000万ドルの価値があったとされる。
2007年6月22日、太平洋ミサイル試射場において、駆逐艦としては初めてSM-3ミサイルを使用する対弾道ミサイル迎撃試験を実施し、大気圏外で標的弾道ミサイルの撃破に成功した。
2008年2月には、落下の危険がある偵察衛星USA-193（NROL-21）を破壊する作戦に参加し、SM-3ミサイルの発射を担当した巡洋艦レイク・エリーのバックアップをつとめている。
2013年4月、北朝鮮ミサイル警戒により朝鮮半島沖に配備される。
2018年9月30日、南シナ海の南沙諸島での公海航行自由原則維持のための作戦（個別作戦名「航行の自由作戦」）に参加。作戦の一環としてジョンソン礁付近を通過中、中国人民解放軍の旅洋型駆逐艦に41メートルの距離にまで接近される。